# Тихомир Барбуловић
Тихомир Барбуловић (Неготин, 26. мај 1964) српски је инжењер, новинар, књижевник, фотограф и вишедеценијски хроничар српске заједнице у Скандинавији, који живи и ради у Данској.

## Биографија
Рођен је 1964. године у граду који са дистанце али поносно гледа на велику европску реку – Дунав. Диплому инжењера стекао је у престоници, на Факултету организационих наука Универзитета у Београду. Из Србије је отишао 1993. године, али је никада није напустио. Стално јој се враћа на различите начине. Раније је био агилан у раду српских удружења у новој земљи боравка и дао значајан допринос у оснивању важних организација.
Био је члан Скупштине Матице исељеника и Срба у региону у периоду 2004–2008. године. Иницијатор је и кооснивач српске допунске школе у Данској и кооснивач и члан Грађевинског одбора Српске црквене општине за Данску. Такође, учествује у раду црквене управе парохије Светог Великомученика Георгија за Краљевину Данску. Члан је и Удружења новинара Србије и Организационог одбора Кроса РТС-а у Данској.
Увршћен је у „Енциклопедију националне дијаспоре”, коју уређује Иван Калаузовић Иванус.
Живи и ради у Хилереду (дан. Hillerød), недалеко од Копенхагена.
Ожењен је супругом Весном и отац је двоје деце.

### Новинарска каријера
Тихомир Барбуловић се новинарством бави од 2001. године. Његове текстове углавном објављују франкфуртске Вести, премда је и сарадник радија „Слово љубве”, гласила Архиепископије београдско-карловачке, а био је и дописник Сателитског програма Радио-телевизије Србије.
Писану реч допуњује и илуструје фотографијама, које се осим у медијима могу наћи и у разним публикацијама. У Копенхагену је имао је две самосталне изложбе.

### Књижевна каријера
Велики допринос хроници српског расејања у Скандинавији Тихомир Барбуловић је дао објављивањем монографије „Српске стазе у Скандинавији – прилози за историју српског исељеништва” 2018, али и књиге „Пипер – сведок једне епохе” 2024, која говори о политичком емигранту Марку Милуновићу Пиперу. Исте године, Барбуловић је објавио и своју прву књигу песама под називом „Поред туђег плота”.

## Дела
- Српске стазе у Скандинавији – прилози за историју српског исељеништва (Доментијана, 2018)
- Поред туђег плота – збирка песама (издање аутора, 2024)
- Пипер – сведок једне епохе (Талија издаваштво, 2024)